# Saint-Denis (quận của Seine-Saint-Denis)
Quận Saint-Denis là một quận của Pháp, nằm ở tỉnh Seine-Saint-Denis, ở vùng Île-de-France. Quận này có 10 tổng và 9 xã.

## Các đơn vị hành chính

### Các tổng
Các tổng của quận Saint-Denis là: 
1. Aubervilliers-Est
2. Aubervilliers-Ouest
3. La Courneuve
4. Épinay-sur-Seine
5. Pierrefitte-sur-Seine
6. Saint-Denis-Nord-Est
7. Saint-Denis-Nord-Ouest
8. Saint-Denis-Sud
9. Saint-Ouen
10. Stains

### Các xã
Các xã của quận Saint-Denis, và mã INSEE là: 
| 1. Aubervilliers (93001)     | 2. La Courneuve (93027) | 3. Pierrefitte-sur-Seine (93059) | 4. Saint-Denis (93066)      |
| 5. Saint-Ouen (93070)        | 6. Stains (93072)       | 7. Villetaneuse (93079)          | 8. Épinay-sur-Seine (93031) |
| 9. L'Île-Saint-Denis (93039) |                         |                                  |                             |